# Pseudopachylus
Pseudopachylus is een geslacht van hooiwagens uit de familie Gonyleptidae.
De wetenschappelijke naam Pseudopachylus is voor het eerst geldig gepubliceerd door Roewer in 1912. 

## Soorten
Pseudopachylus omvat de volgende 4 soorten:
- Pseudopachylus cocaiensis
- Pseudopachylus eximius
- Pseudopachylus longipes
- Pseudopachylus nigripes